# Бургсин
Бургсин (њем. Burgsinn) град је у њемачкој савезној држави Баварска. Једно је од 40 општинских средишта округа Мајна-Шпесарт. Према процјени из 2010. у граду је живјело 2.606 становника. Посједује регионалну шифру (AGS) 9677122.

## Географски и демографски подаци
Бургсин се налази у савезној држави Баварска у округу Мајна-Шпесарт. Град се налази на надморској висини од 190 метара. Површина општине износи 51,4 km². У самом граду је, према процјени из 2010. године, живјело 2.606 становника. Просјечна густина становништва износи 51 становника/km².